# Seguapallene crassa
Seguapallene crassa is een zeespin uit de familie Callipallenidae. De soort behoort tot het geslacht Seguapallene. Seguapallene crassa werd in 1990 voor het eerst wetenschappelijk beschreven door Child. 